# Elvis Peguero
Elvis Antonio Peguero (Cotuí, República Dominicana, 20 de marzo de 1997), más conocido como Elvis Peguero, es un jugador profesional dominicano de béisbol que se desempeña en la posición de lanzador en Milwaukee Brewers, equipo de las Grandes Ligas de Béisbol (MLB).

## Carrera
Peguero hizo su debut en la MLB con el equipo Los Angeles Angels, en el cual jugó dos temporadas (2021-2022), después pasó a Milwaukee Brewers, donde lleva jugando dos temporadas.